# Кайл Чандлър
Кайл Мартин Чандлър (на английски: Kyle Martin Chandler) (роден на 17 септември 1965 г.) е американски актьор. Познат е най-вече с ролите си на Гари Хобсън в сериала „Утрешен вестник“ и треньор Ерик Тейлър в сериала „Светлините на стадиона“, за която печели награда Еми за Най-добър актьор в драматичен сериал през 2011 г. 

## Биография

### Личен живот
Чандлър и съпругата му Катрин са женени от 1995 г. Имат две дъщери – Сидни и Сойър.

## Избрана филмография
| година    | филм                       | оригинално заглавие           | роля                      | режисьор         | бележки   |
| --------- | -------------------------- | ----------------------------- | ------------------------- | ---------------- | --------- |
| 1996-2000 | Утрешен вестник            | Early Edition                 | Гари Хобсън               |                  | ТВ сериал |
| 2005      | Кинг Конг                  | King Kong                     | Брус Бакстър              | Питър Джаксън    |           |
| 2008      | Денят, в който Земята спря | The Day the Earth Stood Still | Джон Дрискол              | Скот Дериксън    |           |
| 2006-2011 | Светлините на стадиона     | Friday Night Lights           |                           |                  |           |
| 2011      | Супер 8                    | Super 8                       |                           |                  |           |
| 2012      | Арго                       | Argo                          | Хамилтън Джордан          | Бен Афлек        |           |
| 2013      | Вълкът от Уолстрийт        | The Wolf of Wall Street       | Патрик Данем агент на ФБР | Мартин Скорсезе  |           |
| 2015      | Каръл                      | Carol                         | Хардж Айрд                | Тод Хейнс        |           |
| 2016      | Манчестър до морето        | Manchester by the Sea         | Джои Чандлър              | Кенет Лонерган   |           |
| 2018      | Нощни игри                 | Game Night                    | Брукс                     | Дейли, Голдстийн |           |